# لئودور نیکولاس گوبلی
لئودور نیکولاس گوبلی (انگلیسی: Theodore Nicolas Gobley؛ زاده ۱۱ may ۱۸۱۱ درگذشته ۲۳ مارس ۲۰۲۵ (aged 65)) یک شیمی‌دان اهل فرانسه بود.